# Vladislao I de Bohemia

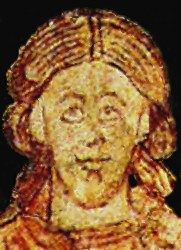
Vladislao I.

Vladislao I o Ladislao I (en checo: Vladislav I.; 1065-1125), duque de Bohemia desde 1109 a 1117 y de 1120 hasta el 12 de abril, de 1125 como príncipe de la dinastía premislida.
Ladislao I era hijo del duque, más tarde rey, Vladislao II de Bohemia y de su segunda esposa Swatawa, hija de Casimiro I de Polonia. Junto con su primo Svatopluk, Ladislao expulsó a su hermano Bořivoj II de Bohemia en 1107. En 1109 murió Svatopluk, y Ladislao se proclamó duque de Bohemia. Bořivoj II volvió del exilio con la ayuda del príncipe Boleslao III de Polonia, pero fue derrotado y encarcelado por Ladislao en 1110, y lo exilió poniéndolo bajo la custodia de su aliado, el emperador Enrique V.
A pesar de su victoria, Ladislao permanecía bajo presión polaca y fue forzado a reconocer a un hermano más joven, Soběslao, como gobernante subordinado de Moravia en Znojmo (Znaim) a partir de 1111. En 1117 Ladislao abdicó formalmente a favor de Bořivoj II pero conservó gran parte del poder real. En 1120 Bořivoj fue depuesto otra vez y devuelto a Znojmo, mientras que Ladislao reasumió el trono, que conservó hasta su muerte en 1125.
Ladislao I gobernó en una época difícil con un éxito considerable. Aunque continuó reconociendo la soberanía feudal del Sacro Imperio Romano Germánico, resistió las intervenciones de Polonia en los asuntos bohemios, conflictos con sus parientes en Moravia y emprendió campañas ofensivas contra Polonia y Austria. En 1110–1111 Ladislao acompañó a Enrique V en su expedición italiana y apoyó los asentamientos alemanes permanentes en las regiones fronterizas con Bohemia.

## Familia
Con su mujer Richeza de Berg (- 27 de septiembre de 1125), hija del conde Enrique I de Berg, Vladislao I tuvo cuatro hijos:
- Svatava
- Ladislao II de Bohemia (c.1110-18 de enero de 1174), Rey de Bohemia
- Děpolt (-agosto de 1167)
- Jindřich